# Gustaf Grubbenhielm
Gustaf Grubbenhielm, född 1666, död 30 maj 1732, var en svensk militär.
Gustaf Grubbenhielm var son till överste Clemens Grubbenhielm och Anna Barbara von Müller. Han blev student vid Greifswalds universitet 1674, volontär vid livgardet 1685, förare där 1688 och fänrik 1692. Grubbenhielm blev kapten vid Stralsundska infanteriregementet 1695, major där 1702, överstelöjtnant vid Malmöska infanteriregementet 1712 och var överste och chef för samma regemente 1714–1719. Efter att ha tagit avsked 1719 återinträdde han 1721 som chef för lantmilisen på Gotland, och blev överstelöjtnant vid Björneborgs infanteriregemente samma år.